# Łyna

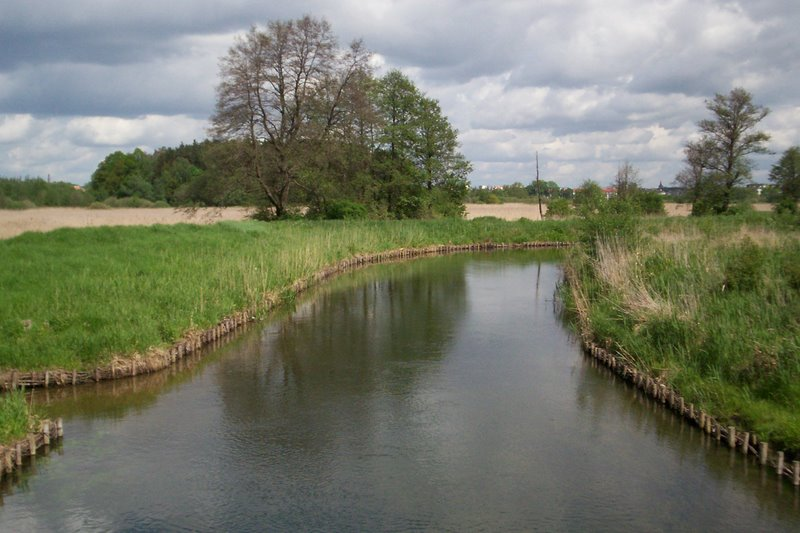
Koryto Łyny, os. Brzeziny w Olsztynie. Z lewej uchodząca Kortówka

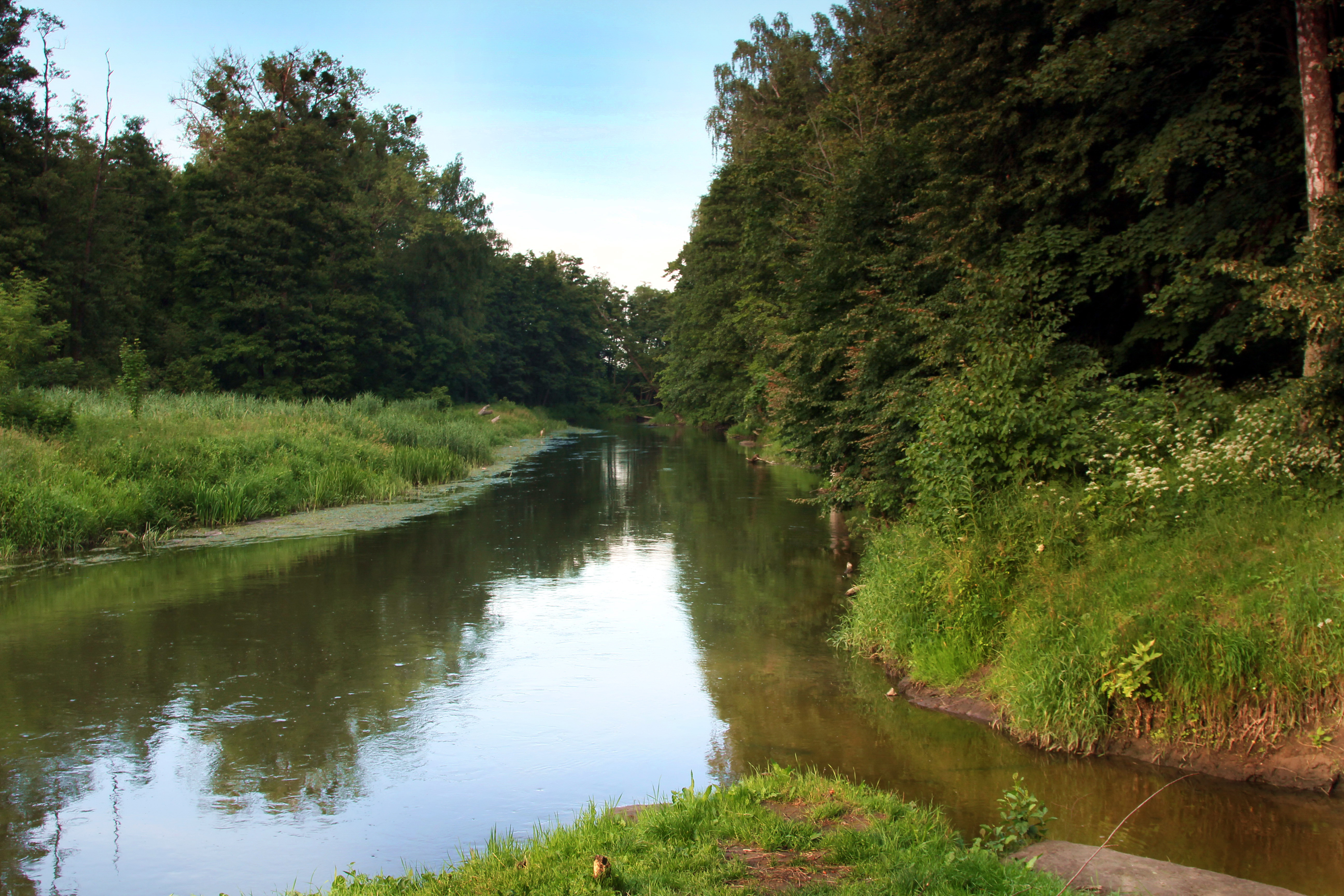
Łyna w Bartoszycach. Ujście Suszycy do Łyny.

Łyna (ros. Лава, Ława, niem. Alle, prus. Alna) – rzeka w północno-wschodniej Polsce (województwo warmińsko-mazurskie) i Rosji (obwód królewiecki). Lewy dopływ Pregoły. Płynie przez Pojezierze Olsztyńskie i Nizinę Sępopolską.

## Bieg rzeki
Rzeka Łyna wypływa z piasków sandrowych na północ od Nidzicy, źródła rzeki znajdują się w okolicy wsi Łyna, na terenie rezerwatu przyrody Źródła Rzeki Łyny. Jest to rezerwat krajobrazowo-geomorfologiczny z występującym tu zjawiskiem erozji wstecznej, zjawiska bardzo rzadkiego na niżu.
Rzeka Łyna przepływa przez szereg jezior rynnowych (Brzeźno Duże, Kiernoz Mały, Kiernoz Wielki, Jezioro Łańskie, Ustrych), wśród których największym i najgłębszym jest Jezioro Łańskie. Łyna kilkakrotnie zmienia swój kierunek, przecina kilka ciągów moren czołowych, co wpływa na różnorodny charakter poszczególnych odcinków doliny.
- W górnym biegu rzeka przepływa przez rezerwat przyrody Las Warmiński.
- Na rzece znajdują się elektrownie wodne.

Nazwę Łyna wprowadzono urzędowo w 1949 roku, zastępując poprzednią niemiecką nazwę rzeki – Alle.

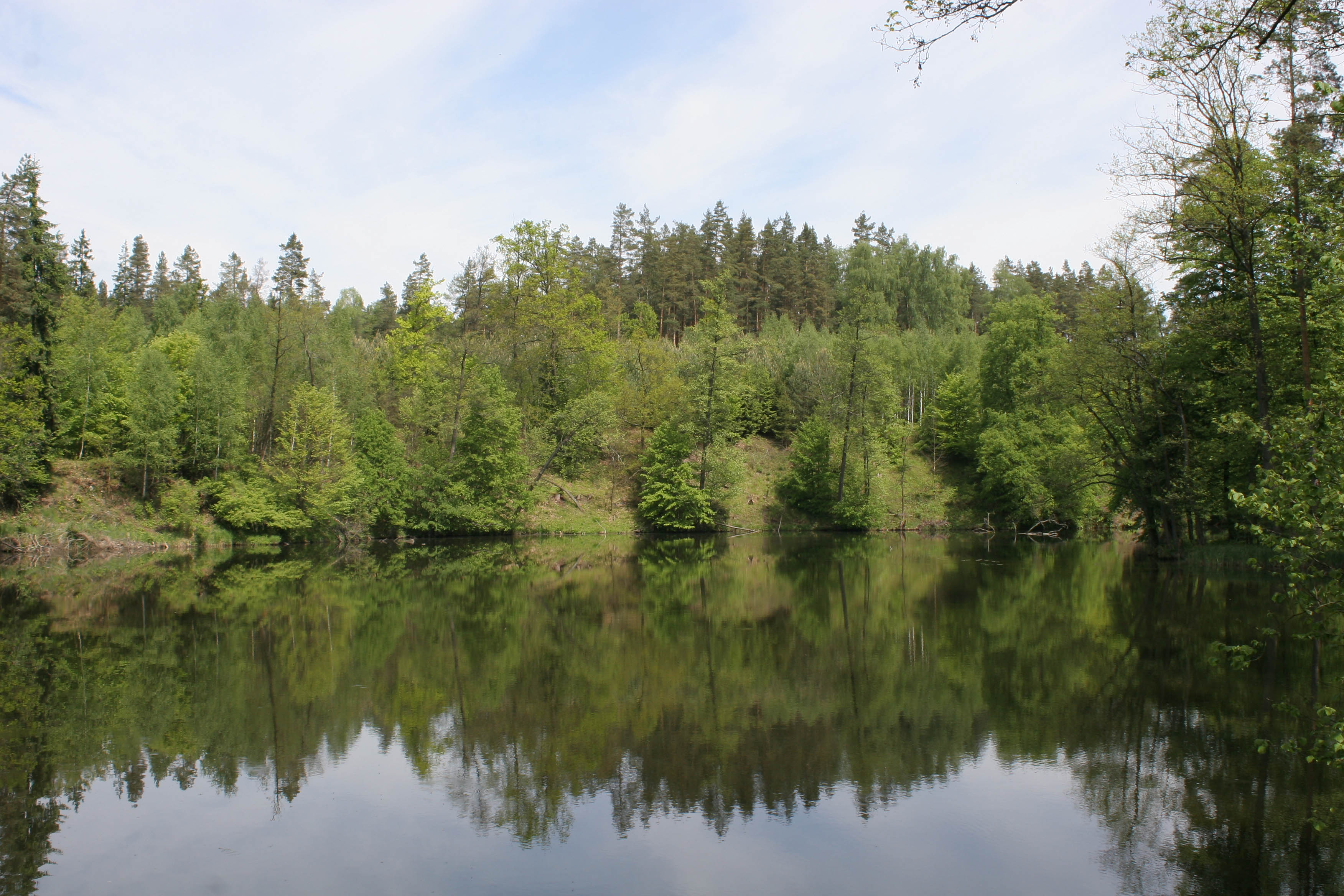
Rozlewisko Łyny w Redykajnach
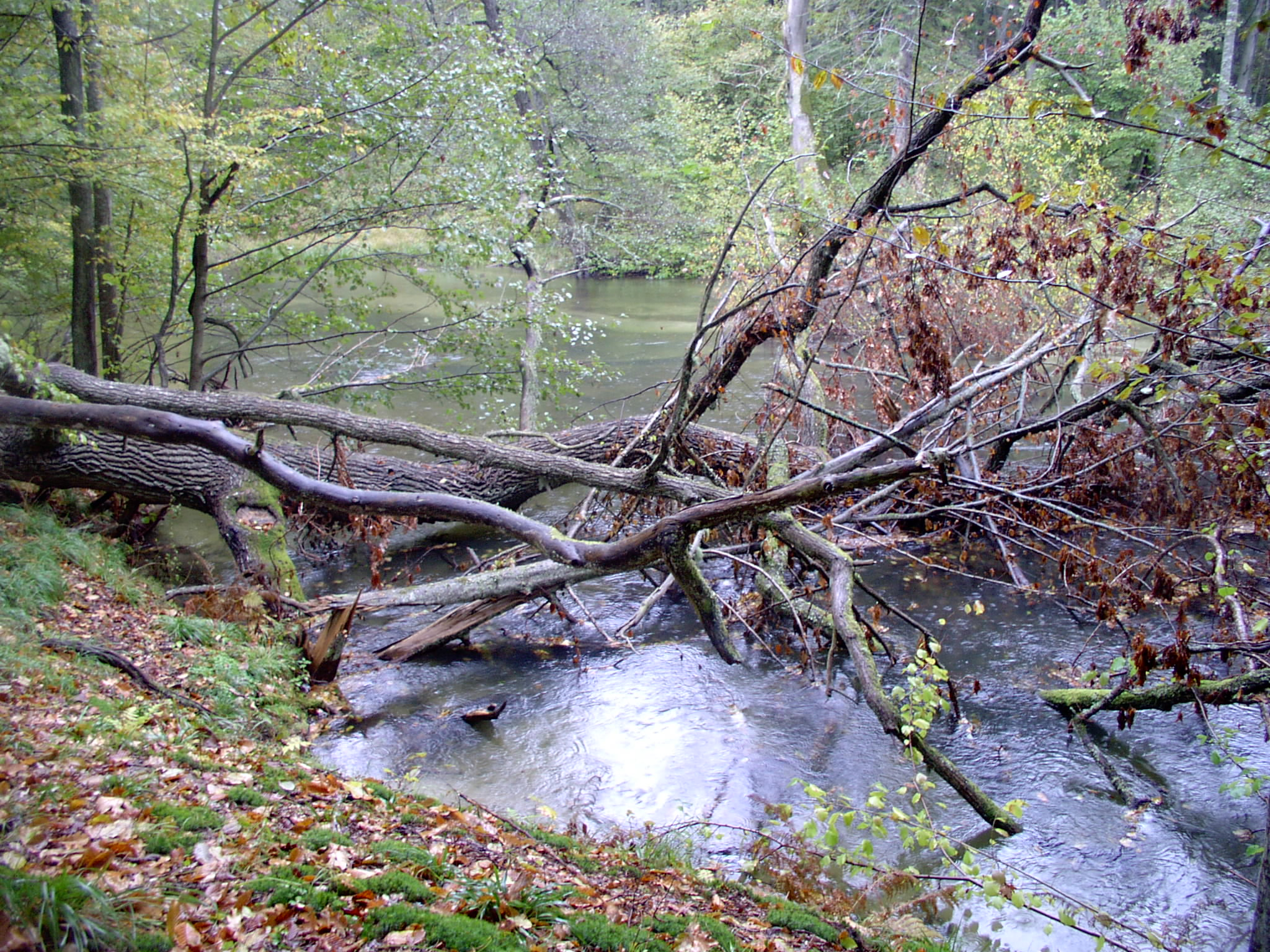
Łyna w rezerwacie Las Warmiński
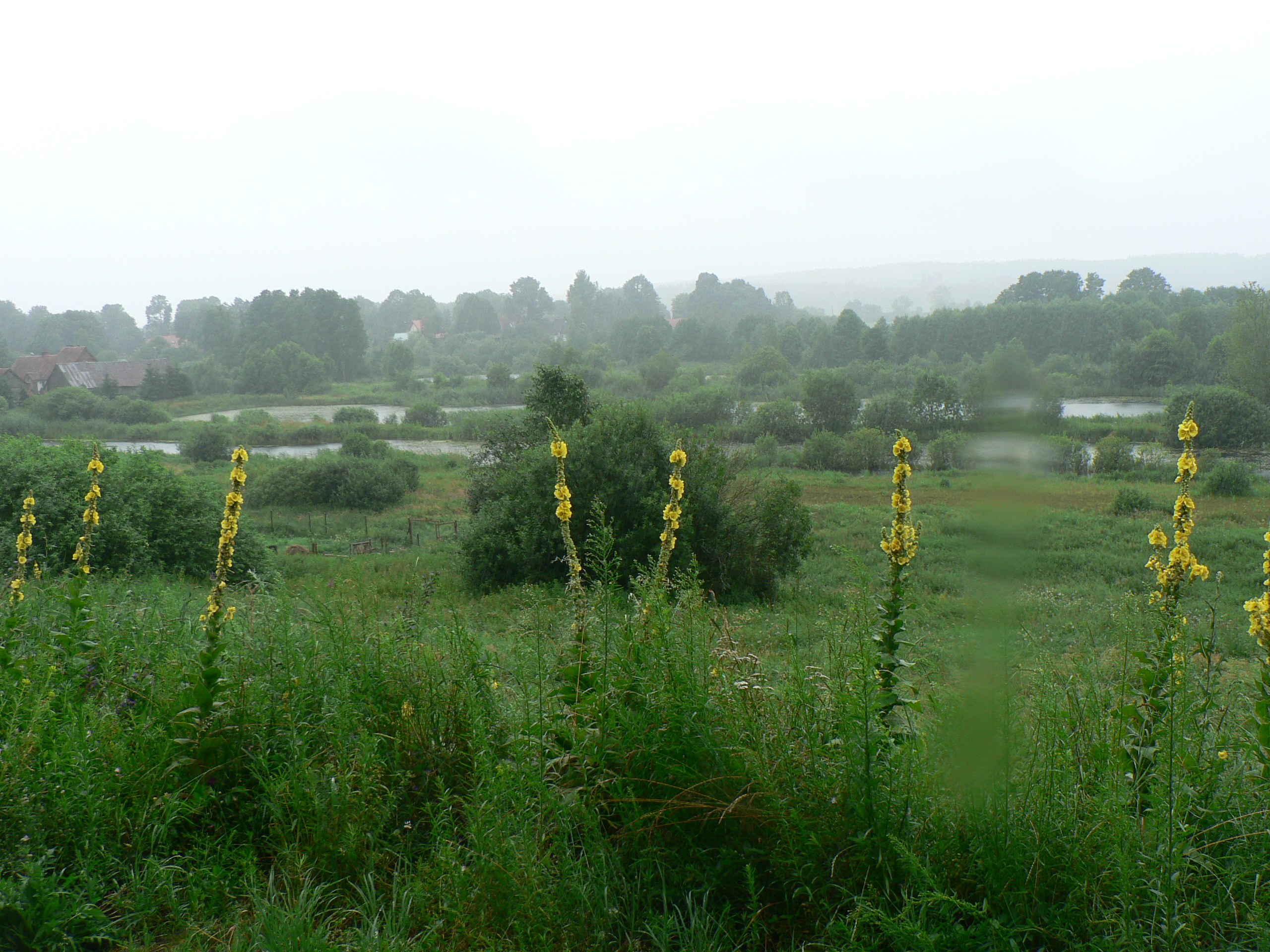
Rozlewiska Łyny pod Brzeźnem Łyńskim

## Główne dopływy

### lewobrzeżne
- Marózka
- Kwiela
- Kortówka
- Elma

### prawobrzeżne
- Wadąg
- Kirsna
- Symsarna
- Pisa Północna
- Guber
- Omet

## Miasta leżące nad Łyną
- Olsztyn  Polska
- Dobre Miasto  Polska
- Lidzbark Warmiński  Polska
- Bartoszyce  Polska
- Sępopol  Polska
- Prawdinsk (Frydland)  Rosja
- Znamiensk (Welawa)  Rosja[5]